# Bellflower (Kalifornia)
Bellflower – miasto w Stanach Zjednoczonych, w stanie Kalifornia, w hrabstwie Los Angeles.
Z Bellflower pochodzi Angela Williams, amerykańska lekkoatletka, sprinterka, wicemistrzyni świata.